# Notre-Dame-de-Bellecombe
Notre-Dame-de-Bellecombe este o comună în departamentul Savoie din sud-estul Franței. În 2009 avea o populație de 517 de locuitori.

## Evoluția populației
| An        | 1975 | 1982 | 1990 | 1999 | 2006 | 2009 |
| --------- | ---- | ---- | ---- | ---- | ---- | ---- |
| Populație | 410  | 424  | 459  | 510  | 498  | 517  |